# Carex capitata
Carex capitata — вид багаторічних трав'янистих рослин родини осокові (Cyperaceae). Етимологія: лат. caput — «голова», лат. atus — прикметниковий суфікс, який окреслює присвійність або подобу чогось.

## Опис
Рослина від 10 до 35 сантиметрів у висоту. Жорсткі вертикальні стебла трикутної форми. Листя 1 мм шириною, сидяче. Суцвіття грубі, зазвичай не більше сантиметра завдовжки, з кількома чоловічими й жіночими квітками. Плоди 1–1,8×0,5–1,2 мм. Розмножується насінням і вегетативно кореневищем. 2n = 50.

## Поширення
Циркумбореальний вид, який росте в сирих місцях в бореальних лісах і на високогірних луках. Є свідчення про зростання також на півдні Південної Америки. Зростає на вологих, помірно кислих, але багатих поживними речовинами субстратах.

## Галерея

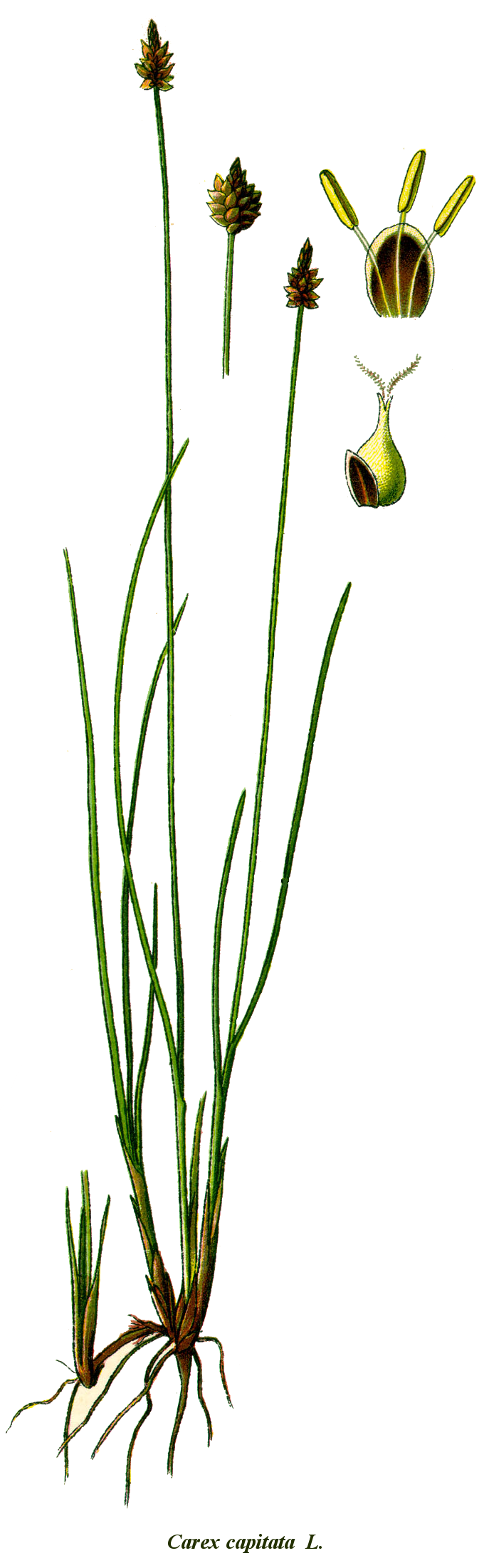
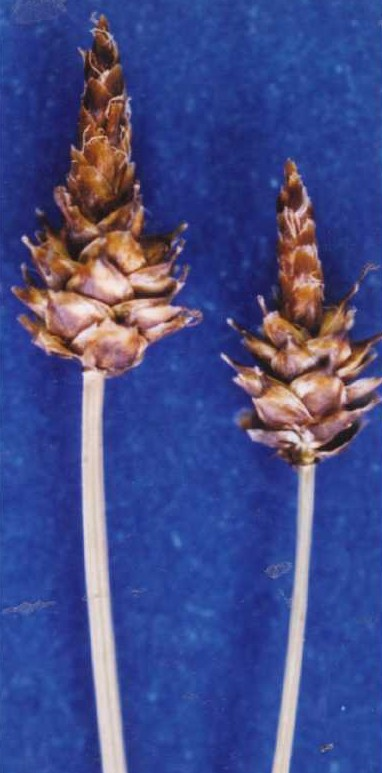